# Tom Sawyer
Tom Sawyer, nome completo Thomas Sawyer, è un personaggio immaginario creato dallo scrittore statunitense Mark Twain, protagonista del romanzo per ragazzi Le avventure di Tom Sawyer del 1876. Egli appare successivamente anche in altri tre libri di Twain: il romanzo Le avventure di Huckleberry Finn del 1884, il romanzo Tom Sawyer Abroad del 1894 e il racconto Tom Sawyer Detective del 1896 (sempre in compagnia dell'amico Huckleberry Finn). 
Tom appare anche in altre tre opere incompiute dell'autore e pubblicate postume: il romanzo incompiuto Huck Finn and Tom Sawyer among the Indians, il frammento Schoolhouse Hill e il romanzo incompiuto Tom Sawyer's Conspiracy. Solamente quest'ultimo ha una trama quasi completa, mentre gli altri due sono stati abbandonati dopo aver terminato solo pochi capitoli.

## Ispirazione
Il nome del personaggio potrebbe esser stato ispirato da quello di un vigile del fuoco allegro e cordiale che Twain ha avuto l'occasione di conoscere mentre si trovava a San Francisco, dove lavorava come reporter presso un quotidiano locale, il San Francisco Call. L'autore avrebbe utilizzato l'uomo per farsi raccontare storie ed avvenimenti riguardanti la sua giovinezza, annotandoli in seguito scrupolosamente sul proprio taccuino.
Twain ha asserito successivamente che il personaggio scaturiva da tre persone: John B. Briggs (morto nel 1907), William Bowen (morto nel 1893) e l'autore stesso. Tuttavia ha poi cambiato la sua versione, dicendo ch'era scaturito esclusivamente dalla propria fantasia.

## Descrizione
Tra le migliori amicizie di Tom possiamo includere Joe Harper e Huckleberry Finn. In Le avventure di Tom Sawyer il ragazzino prova una forte infatuazione nei confronti della compagna di classe Becky Thatcher, ed è evidente come egli cerchi ripetutamente di interessarla con la propria audacia e coraggio (per amor della ragazzina arriva a prendersi davanti all'intera classe una colpa che non ha, finendo con l'esser frustato dal maestro). La sua immaturità, estrema immaginazione ed ossessione nei riguardi delle storie avventurose lo mettono molte volte nei guai, sia con la zia che davanti al maestro. Tom vive nella città fittizia di St. Petersburg in Missouri assieme al fratellastro Sid e alla cugina Mary, a casa della zia Polly, una severa e burbera signora da cui spesso e volentieri riceve forti bastonature. Non viene mai fatta alcuna menzione nei riguardi del padre del ragazzo, mentre la madre è la sorella deceduta di Polly. Oltre alla zia Polly ha anche un'altra parente, Sally Phelps, la quale vive notevolmente più in basso lungo le rive del Mississippi, nella cittadina di Picksville.
Insieme al suo amico Huck e Becky, Tom vivrà un'avventura nella quale lo porterà a scoprire un tesoro dentro delle profonde caverne, che poi verrà diviso tra Tom e Huck, i quali avranno un cospicuo conto in banca.
In Le avventure di Huckleberry Finn Tom è solo uno dei personaggi minori presenti all'inizio della vicenda, mentre tema centrale diventa lo sviluppo intellettuale ed emotivo dell'amico Huck. In questo famoso romanzo, Huck viaggerà per un po' di tempo su una zattera insieme a Jim lungo il Mississippi, Tom li aiuterà nella parte finale, salvandoli da uno schiavista, e verrà ferito seriamente ad una gamba.
Tom Sawyer Detective si svolge poco tempo dopo la conclusione del primo romanzo. La storia si ispira a un drammatico processo svoltosi in Danimarca nel secolo XVI, vicenda che Mark Twain aveva appreso dalla viva voce della moglie americana di un diplomatico francese. 
Tom Sawyer, durante un processo ad un uomo per omicidio svoltosi nella sua città, via via sempre più drammatico e spettacolare, riuscirà a risolvere (indagando) vari misteri legati alla vicenda, mostrando una volta di più le sue straordinarie capacità di ragionamento, che lasciano stupefatti sia il pubblico della città che il suo amico, Huck.
Tom Sawyer Abroad è conosciuto in Italia anche con il titolo di Tom Sawyer in viaggio. La storia riprende il filo da dove terminava Le Avventure di Huckleberry Finn, con Tom, Huck e Jim tornati a casa e Tom con la ferita alla gamba, per tale motivo la zia Polly se ne prende amorevolmente cura. I tre ragazzi per caso finiscono sull'invenzione di uno scienziato pazzo che ha costruito uno speciale pallone aerostatico guidato dallo stesso scienziato. A bordo della mongolfiera, Tom, Huck e Jim raggiungono l'Africa, dove poi i 3 dovranno attraversare a piedi numerosi luoghi dell'Africa, vivendo varie vicissitudini tra animali feroci, tribù africane, deserto e savana, arrivando persino alle piramidi di Egitto, prima di poter ritornare a casa sani e salvi nel Missouri.
Tom Sawyer inoltre è un personaggio di altri due romanzi incompiuti Huck Finn e Tom Sawyer fra gli Indiani e Tom Sawyer’s Conspiracy.
Nel romanzo incompiuto Huck Finn e Tom Sawyer fra gli Indiani, Huck Finn e Tom Sawyer adolescenti, incontrano un gruppo di guerrieri Indiani verso cui Tom ripone un'ammirazione incondizionata e da loro potranno apprendere la loro cultura e stile di vita.
Nel romanzo incompiuto Tom Sawyer’s Conspiracy, Tom, Huck e Jim, organizzano una cospirazione, una sorta di piano, che metterà confusione per molti giorni nell'intera città di St. Petersburg, e farà riflettere la popolazione sull'allora politica degli Stati Uniti e sullo schiavismo.

## Adattamenti

### Cinema e televisione
| Anno      | Film | Attore                      | Note                                                                                             |
| --------- | --- | --------------------------- | ------------------------------------------------------------------------------------------------ |
| 1907      | Tom Sawyer | Sconosciuto                 |                                                                                                  |
| 1917      | Tom Sawyer | Jack Pickford               |                                                                                                  |
| 1918      | Huck and Tom | Jack Pickford               | Sequel di Tom Sawyer (1917)                                                                      |
| 1920      | Huckleberry Finn                                                                                                | Gordon Griffith             |                                                                                                  |
| 1930      | Tom Sawyer | Jackie Coogan               |                                                                                                  |
| 1931      | Huckleberry Finn                                                                                                | Jackie Coogan               | Sequel di Tom Sawyer (1930)                                                                      |
| 1938      | Le avventure di Tom Sawyer (The Adventures of Tom Sawyer)                                                       | Tommy Kelly                 |                                                                                                  |
| 1938      | Tom Sawyer, Detective                                                                                           | Billy Cook                  |                                                                                                  |
| 1944      | Il pilota del Mississippi (The Adventures of Mark Twain)                                                        | Michael Miller              | Film sulla vita di Mark Twain                                                                    |
| 1952      | Huckleberry Finn                                                                                                | Jeremy Spenser              | Serie televisiva                                                                                 |
| 1955      | "Adventures of Huckleberry Finn", episodio della serie Climax!                                                  | Robert Hyatt                |                                                                                                  |
| 1955      | The Adventures of Huckleberry Finn                                                                              | Robert Hyatt                | Film televisivo                                                                                  |
| 1955      | "The Roads to Home", episodio della serie The United States Steel Hour                                          | Joseph Worden               |                                                                                                  |
| 1956      | "Tom Sawyer", episodio della serieThe United States Steel Hour                                                  | John Sharpe                 |                                                                                                  |
| 1958      | Aventuras de Tom Sawyer                                                                                         | David José                  | Serie televisiva                                                                                 |
| 1960      | The Adventures of Tom Sawyer                                                                                    | Fred Smith                  | Serie televisiva                                                                                 |
| 1960      | "Tom and Huck", episodio della serie Shirley Temple's Storybook                                                 | David Ladd                  |                                                                                                  |
| 1960      | "The Indian Captive", episodio della serie Shirley Temple's Storybook                                           | Tom Carty                   |                                                                                                  |
| 1961      | "The Haven", episodio della serie The United States Steel Hour                                                  | Joseph Sweeney              |                                                                                                  |
| 1961      | "The Soldier Ran Away", episodio della serie The United States Steel Hour                                       | Martin Sheen                |                                                                                                  |
| 1967      | Huckleberry Finn                                                                                                | Pascal Duffard              | Film televisivo                                                                                  |
| 1968      | Moartea lui Joe Indianul                                                                                        | Roland Demongeot            |                                                                                                  |
| 1968      | Les aventures de Tom Sawyer                                                                                     | Roland Demongeot            | Miniserie televisiva                                                                             |
| 1968–1969 | Le nuove avventure di Huckleberry Finn (The New Adventures of Huckleberry Finn)                                 | Kevin Schultz               | Serie televisiva                                                                                 |
| 1973      | "Tom Sawyer", episodio della serie Le favole più belle (Festival of Family Classics)                            | Billie Mae Richards (voce)  | Serie televisiva d'animazione                                                                    |
| 1973      | Tom Sawyer (Tom Sawyer)                                                                                         | Johnny Whitaker             |                                                                                                  |
| 1973      | Tom Sawyer | Josh Albee                  | Film televisivo                                                                                  |
| 1975      | Huckleberry Finn                                                                                                | Don Most                    | Film televisivo                                                                                  |
| 1980      | Tom Story - Le avventure di Tom Sawyer (Tomu Sōyā no bōken)                                                     | Masako Nozawa (voce)        | Serie televisiva d'animazione                                                                    |
| 1980      | Huckleberry Finn e i suoi amici (Huckleberry Finn and His Friends)                                              | Sammy Snyders               | Serie televisiva                                                                                 |
| 1981      | The Adventures of Huckleberry Finn                                                                              | Dan Monahan                 | Film televisivo                                                                                  |
| 1982      | Tom e Huck - Avventure sul Mississippi (Rascals and Robbers: The Secret Adventures of Tom Sawyer and Huck Finn) | Patrick Creadon             | Film televisivo                                                                                  |
| 1982      | Priklyucheniya Toma Soyera i Geklberri Finna                                                                    | Fyodor Stukov               | Film televisivo                                                                                  |
| 1983      | Sawyer and Finn                                                                                                 | Peter Horton                | Film televisivo                                                                                  |
| 1985      | Le avventure di Mark Twain (The Adventures of Mark Twain)                                                       | Chris Ritchie (voce)        | Film d'animazione                                                                                |
| 1986      | The Adventures of Tom Sawyer                                                                                    | Simon Hinton (voce)         | Film d'animazione                                                                                |
| 1986      | "Adventures of Huckleberry Finn, Part I", episodio della serie American Playhouse                               | Eugene Oakes                |                                                                                                  |
| 1990      | Il ritorno di Tom Sawyer (Back to Hannibal: The Return of Tom Sawyer and Huckleberry Finn)                      | Raphael Sbarge              | Film televisivo                                                                                  |
| 1995      | Le avventure di Tom Sawyer e Huck Finn (Tom and Huck)                                                           | Jonathan Taylor Thomas      |                                                                                                  |
| 1996      | "Work", episodio della serie animata Adventures from the Book of Virtues                                        | Matthew Lawrence (voce)     | Non tratto dalle opere di Mark Twain                                                             |
| 1998      | Le nuove avventure di Tom Sawyer (The Modern Adventures of Tom Sawyer)                                          | Phillip Van Dyke            | Versione moderna di Tom Sawyer                                                                   |
| 1998      | The Animated Adventures of Tom Sawyer                                                                           | Ross Malinger (voce)        | Film d'animazione uscito in home video                                                           |
| 2000      | Tom Sawyer | Rhett Akins (voce)          | Film d'animazione uscito in home video                                                           |
| 2001      | Mark Twain's Tom Sawyer                                                                                         | Fyodor Stukov               | Versione statunitense uscita in home video del film Priklyucheniya Toma Soyera i Geklberri Finna |
| 2003      | La leggenda degli uomini straordinari (The League of Extraordinary Gentlemen)                                   | Shane West                  | Non tratto dalle opere di Mark Twain                                                             |
| 2010      | Tom Sawyer: A Chamber Opera                                                                                     | Tracey Bloser               | Uscito in home video                                                                             |
| 2011      | Tom Sawyer (Tom Sawyer)                                                                                         | Louis Hofmann               |                                                                                                  |
| 2012      | Tom und Hacke                                                                                                   | Benedikt Weber              | Versione di Tom Sawyer ambientata nel dopoguerra                                                 |
| 2012      | Le avventure di Huckleberry Finn (Die Abenteuer des Huck Finn)                                                  | Louis Hofmann               | Sequel di Tom Sawyer (2011)                                                                      |
| 2014      | Tom Sawyer & Huckleberry Finn                                                                                   | Joel Courtney               |                                                                                                  |
| 2015      | Band of Robbers                                                                                                 | Adam Nee                    | Versione moderna di Tom Sawyer                                                                   |
| 2015      | Band of Robbers                                                                                                 | Willem Miller (Tom giovane) | Versione moderna di Tom Sawyer                                                                   |

### Videogiochi
Videogiochi basati sul personaggio:
- The Chase on Tom Sawyer's Island (Hi Tech Expressions, 1988) per Apple II, Commodore 64, MS-DOS; basato in particolare sulla Tom Sawyer Island di Disneyland
- Adventures of Tom Sawyer (SETA, 1989) per NES
- Square's Tom Sawyer / Square no Tom Sawyer (Square, 1989) per NES
- The Adventures of Tom Sawyer (Troll Associates, 1992) per Apple II
- Tom Sawyer (Europress, 1996) per Windows